# Roman Pavliucenko
Roman Anatolevici Pavliucenko (în rusă Роман Анатольевич Павлюченко, n. 15 decembrie 1981, Stavropol, RSFS Rusă, URSS, astăzi în Rusia) este un fotbalist rus care joacă pe post de atacant la Tottenham Hotspur și la echipa națională de fotbal a Rusiei.